# 城市少女
『城市少女』是台灣在1980年代推出的首個女子組合團體，成員為況明潔和黃雅珉兩位，1985年底發行首張專輯《拉手》正式出道，1990年3月宣布該團解散。城市少女在解散後，況明潔繼續留在演藝圈內發展，黃雅珉則逐漸淡出演藝圈，其姊是知名演員蕭紅梅。城市少女的作品以輕快舞曲為主，代表作有〈年輕不要留白〉、〈抓一個夢想在手上〉和〈散播歡樂散播愛〉等等，都曾紅極一時造成流行。

## 成員列表
| 姓名   | 英文名      | 出生日期       | 出生地                                | 國籍     |
| ------ | ----------- | -------------- | ------------------------------------- | -------- |
| 況明潔 | Doris Kuang | 1966年11月26日 | 臺灣桃園縣八德鄉 · （今桃園市八德區） | 中華民國 |
| 黃雅珉 | Ivon Huang  | 1965年7月22日  | 中華民國臺灣省臺北市                  | 中華民國 |

## 成立
「齊飛唱片」是由「金聲唱片」改組而成，1984年時「齊飛唱片」計畫將況明潔、黃雅珉和唐玫瑰三人組成「開心少女」，但唐玫瑰因升學問題放棄出片，因此唱片公司把開心少女重組成「城市少女」，1985年12月發行首張專輯《拉手》，當時發行公司仍是「齊飛唱片」。1989年3月該團發行第5張專輯時，「台灣寶麗金唱片」才正式取代「齊飛唱片」，「城市少女」直到解散之後數年再發行的精選輯，都是隸屬台灣寶麗金唱片。
繼「城市少女」之後，台灣樂壇開始出現類似的少女組合團體，有「紅唇族」、「憂歡派對」以及「星星月亮太陽」等，這些團體推出之初，大都能走紅，並受到眾多歌迷們的喜歡，也都各有代表作品出現，她們雖然互相競爭著，也讓當時的台灣樂壇出現百花齊放的情況。

## 歷程
1985年12月，齊飛實業發行城市少女首張專輯《拉手》。該專輯多首歌曲搭配电影《黑皮与白牙》作為宣傳，兩位主唱同時擔任片中两位女主角中学时代的角色，但在市場上沒有預期的理想，反應平平。當時在台灣歌壇上陸續出現少女偶像組合，如飛鷹唱片非团体的组合飛鷹三姝首支單曲〈年輕的心〉在1986年6月發行，甫一上市就捧紅了她們三個人，名聲也剛好蓋過在差不多時期出道的城市少女。
1987年5月，齊飛實業推出城市少女第二張專輯《年輕不要留白》，同名單曲〈年輕不要留白〉節奏輕快、旋律好聽、歌詞簡短易記，一推出就紅遍台灣大街小巷，更受到當時日本化妝品大廠牌資生堂的青睞，成為「資生堂夏麗膚」的廣告曲。有著化妝品廣告加持，再加上齊飛實業的宣傳造勢，城市少女憑藉著〈年輕不要留白〉迅速走紅台灣歌壇，這首歌也成為城市少女經典代表作。在台灣五六年級生的記憶中，這首歌也成為一個時代的印記，隨著它走紅，正式開啟了少女組合團體在台灣歌壇百花齊放的輝煌時代。並於1988年參與《豬哥亮歌廳秀》節目開場來賓。
1988年1月推出专辑《老师、有问题》，再一次和同名电影演唱主题歌同时参加电影演出，专辑中〈只打开一个眼睛〉为飞乐食品广告曲，〈来吧！跳舞〉也成为波乐洋芋片的广告曲，此时期的城市少女可说是广告界的宠儿。
1988年4月19日，城市少女獲邀登上日本放送協會（NHK）每週二晚上八點於NHK綜合頻道播出的歌唱節目《NHK歌謠樂園'88》，被安排在最後第二組演出，演唱歌曲為〈年輕不要留白〉；當日表演藝人有松田聖子、北島三郎等，最後由森進一擔任壓軸演唱。7月推出专辑《夏日宣言－－抓一个梦想在手上》，此时期改变以往造型以健康清凉的装扮出击，令人眼睛为之一亮。专辑中〈不想睡的红舞鞋〉为莱茵香槟广告的歌曲，城市少女也是此商品的重点模特儿。
1989年3月推出《新鲜贵族》专辑，同时忙着拍摄大乖乖、琴香水口香糖广告。专辑中〈打开你的心〉、〈少年先锋〉分別為电影《小人物》和《七小幅再出击》主题曲。10月寶麗金唱片為聯合勸募活動推出合辑《永远的朋友》並录制同名合唱曲。11月於台北市綜合體育場舉辦《永远的朋友》公益演唱会，城市少女的演出让歌迷们留下深刻印象。
1990年3月，城市少女在最後一張專輯《不見不散》發片記者會上宣布解散。
1990年5月，城市少女所屬寶麗金唱片推出《分手紀念專輯－散播歡樂散播愛》精選專輯，重新收錄搭配富士彩色軟片廣告曲且未發行之單曲〈散播歡樂散播愛〉，其餘曲目為前幾張專輯精選歌曲如〈拉手〉、〈年輕不要留白〉、〈來吧！跳舞〉、〈寂寞公路〉等。
2005年6月，城市少女解散15年後於《康熙來了》再聚首。
況明潔現在作為演員及綜藝主持，仍活躍在娛樂界。黃雅珉除了經營SPA事業，也在2005年後期間陸續參加綜藝節目復出。
2016年，城市少女成軍30年，暌違舞台多年後將再度合體，攜手登上台視《2016超級巨星紅白藝能大賞》小巨蛋舞台。

## 軼聞
- 況明潔在節目中自爆，城市少女時期曾與老明星王戎的兒子王星交往過。
- 第一次去唱工地秀時，不小心唱了唯一會唱的台語歌〈等無人〉，結果直接被老闆轟下台。
- 1988年參加《NHK歌謠樂園'88》時，雖然不算大牌，但一人的通告費就有約4萬日圓。
- 在台中辦SP活動時，曾因為歌迷太多導致警方無法管制交通，不得不放催淚瓦斯。
- 是第一個獲邀拍攝資生堂廣告的外國藝人，「資生堂夏麗膚」廣告拍攝地點在泰國。
- 出道後錄的第一個綜藝節目是華視《雙星報喜》，兩人一左一右翻跟斗進場，但因為不知道現場有乾冰之類的東西，結果都翻跌在地上不敢起來，旁人還以為她們在做效果。
- 一次上華視《鑽石舞台》時，黃雅珉的一顆假牙掉了，來不及找牙醫黏，只好用口香糖嚼一嚼黏住，原本打算自己少講點、給況明潔講，但主持人胡瓜和鄭進一講話太好笑，她笑的時候還是把假牙噴出來。
- 《年輕不要留白》的舞步是之前美容界名人唐雅君所編的。
- 《年輕不要留白》的MV在室內的部份是在黃雅珉家拍的。
- 《年輕不要留白》的MV中，背著登山背包的戶外場景是在陽明山擎天崗拍的。

## 音樂專輯
| 年份       | 專輯                              | 專輯曲目 |
| ---------- | --------------------------------- | --- |
| 1985年12月 | 《拉手》                          | 曲目 1. 城市少女 2. 單純的歲月 3. 我的朋友叫寂寞 4. 我不在意 5. 感覺時鐘 6. 拉手 7. 即使曾經 8. 新潮時髦流行 9. 水果沙拉 10. 開心 |
| 1987年5月  | 《年輕不要留白》                  | 曲目 1. 寂寞公路 2. 年輕不要留白 (資生堂化妝品廣告曲) 3. 我不要做模範生 4. 少女日記 5. 無話可說 6. 你們為什麼不回家 7. 年輕之愛 8. 青春校園 9. 校園青春樂 10. 我不像你想像的那樣                                                                    |
| 1987年12月 | 《陽光少年EP》                    | 曲目 1. 陽光少年 (電影戰鬥營主題曲) 2. 燭光 (電影戰鬥營主題曲) 3. 只有傷心 (電影吃醋大丈夫主題曲) 4. 請你傾聽 5. 陽光少年(音樂) |
| 1988年1月  | 《老師有問題》                    | 曲目 1. 老師有問題 2. 來自黑夜的心 3. 來吧！跳舞 (波樂洋芋片廣告曲) 4. 舞季 5. 365天的情歌 6. 陽光少年 7. 只打開一個眼睛 8. 浪漫的季節 9. 說不出的心情 10. 只有傷心 11. 芭蕾女孩 12. 燭光                                                           |
| 1988年7月  | 《夏日宣言 》                     | 曲目 1. 缘起太阳 2. 追寻另一个永远 3. 抓一个梦想在手上 4. 蓝天咖啡屋 5. 太阳雨 6. 雨中少年 7. 不想睡的红舞鞋 (萊茵香檳汽水廣告曲) 8. 蓝月泡沫 9. 我就是想他 10. 彩虹幻梦 (電影 靈幻童子 主題曲)                                                     |
| 1989年3月  | 《新鮮貴族》                      | 曲目 1. 真的跟你說真的 (香吉士果汁廣告曲) 2. 佔領我的愛 3. 打開你的心 (黃雅珉) 4. 星期八的早晨 (大乖乖廣告曲) 5. 兩種心情 6. 新鮮貴族 (新貴派廣告曲) 7. 愛情沒有理由 8. 搖擺生活 (況明潔) 9. 到底我做錯什麼 10. 少年先鋒 (電影 七小福再出擊 主題曲) |
| 1990年3月  | 《不見不散》                      | 曲目 1. 明天我們不見不散 2. 緊緊相繫 3. 和生活談一場戀愛 4. 你還有我 5. 慢慢離開我 (黃雅珉) 6. 年輕的夢不打烊 7. 禮物 8. 我掉了一個情人 (況明潔) 9. 城市少女十二變                                                                                  |
| 1990年5月  | 《散播歡樂散播愛 》(分手紀念專輯) | 曲目 1. 散播歡樂散播愛（富士軟片廣告曲） 2. 年輕不要留白 3. 真的跟你說真的 4. 不想睡的紅舞鞋 5. 單純的歲月 6. 拉手 7. 抓一個夢想在手上 8. 來吧跳舞 9. 佔領我的愛 10. 寂寞公路 11. 老師有問題 12. 明天我們不見不散                                   |

## 電影演出
- 1986年《校園檔案》林清介導演、吳念真和苦苓編劇。
- 1986年—1990年《黑皮與白牙》、《又見操場》、《校園青春樂》

## 廣告代言
- 1987：台灣資生堂「資生堂夏麗膚」[7]
- 1988：維他露食品「萊茵香檳飲料」
- 1988：台灣森永製菓「森永飛樂餅乾」
- 1988：吉祥皮飾
- 1989：家鄉事業「香吉士果汁汽水」
- 1989：琴口香糖
- 1989：乖乖「大乖乖餅乾」
- 1990：恆昶實業「富士彩色軟片」

## 節目主持
1988：與徐風主持中視綜藝節目《快餐車》。